# Опоченське
Опоченське (рос. Опоченское) — селище Озерського міського округу, Калінінградської області Росії. Входить до складу Новостроєвського сільського поселення.
Населення —  27 осіб (2015 рік). 

## Населення
| 2002 | 2010 |
| ---- | ---- |
| 39   | ↘27  |